# Скалиньская, Мария
Мари́я Магдале́на Скали́ньская (впоследствии Закс-Скалиньская, пол. Maria Magdalena Sachs-Skalińska; 1890—1977) — польская учёная-цитолог, генетик и эмбриолог растений.

## Биография
Мария Скалиньская родилась в Варшаве 27 декабря 1890 года. Училась в Бернском университете, в 1912 году получила там степень доктора философии по естественным наукам. С 1916 года преподавала генетику в Высшей садоводческой школе Варшавы. В 1924 году Скалиньская была назначена профессором Свободного польского университета. Также прошла хабилитацию в Ягеллонском университете. Впоследствии она преподавала в Ягеллонском университете, живя при этом в Варшаве.
В 1939 году Скалиньская присутствовала на Международной конференции по цитогенетической терминологии в Лондоне. Во время Второй мировой войны занималась исследовательской деятельностью в Лаборатории Джодрелла Королевских ботанических садов Кью и проводила лекции по цитогенетике в Оксфордском университете. В 1942 году стала членом Британского генетического общества.
В 1946 году Мария Скалиньская вернулась в Польшу, работала профессором Ягеллонского университета, главой кафедры цитологии и эмбриологии растений Ботанического института. В 1962 году Скалиньская была избрана членом Международной ассоциации по таксономии растений, в 1967 году — почётным членом Чехословацкого ботанического общества. В 1969 году присутствовала на XI Международном ботаническом конгрессе в Сиэтле.
Мария Закс-Скалиньская скончалась 18 декабря 1977 года в Кракове.
В 1939 году Скалиньская выпустила учебник по генетике. Также она была главным редактором нескольких изданий и одним из авторов перевода на польский язык «Учебника по ботанике» Страсбургера. С 1958 года она работала в редакции журнала Acta Biologica Cracoviensia.
Мария Скалиньская среди прочих исследований занималась созданием гибридов и полиплоидных растений рода Водосбор. Она была одной из создательниц так называемой «краковской школы цитологов и эмбриологов растений».

## Некоторые научные публикации
- Przyczynek do cytologii bezpłodnego mieszańca Nicotiana atropurpurea x Nicotiana silvestris
- Wielopostaciowość w linjach czystych Petunii
- Karyologische Analyse einer polymorphen Rasse von Petunia violacea Lindl.
- Embryologia roślin
- Próba analizy genetycznej dwubarwnych kwiatów "Petunii"
- The taxonomical value of two tetraploid groups of Aquilegia
- Podręcznik eugeniki. T. 1, Genetyka
- Botanika: podręcznik dla szkół wyższych

## Виды растений, названные в честь М. Скалиньской
- Taraxacum skalinskanum Małecka & Soest, 1972